# Эдвардс, Эдди
Майкл Томас Эдвардс (англ. Michael Edwards, более известен как Эдди «Орёл» Эдвардс (англ. Eddie "The Eagle" Edwards); род. 5 декабря 1963, Челтнем, графство Глостершир, Великобритания) — британский лыжник, представитель Великобритании на зимних Олимпийских играх 1988 года в прыжках с трамплина (при этом Великобритания не выставляла прыгунов с трамплина на Олимпийских играх с 1926 года).

## Биография

### Ранние годы
Мать Джанетт Эдвардс и отец Терри Эдвардс были рабочими. Отец — профессиональный штукатур, как и все известные предки по отцовской линии. Майкл Томас Эдвардс — средний из трёх детей в семье. У него есть старший брат Дункан, который старше на полтора года, и младшая сестра Элизабет (Лиз), которая на три года младше.
Одноклассники в школе стали называть Майкла «Эдди», что было прозвищем, производным от фамилии. Бесстрашие и упрямство Эдвардса начали проявляться ещё в детстве, что часто имело плачевные последствия. В 10 лет во время игры в футбол Майкл повредил колено, следующие три года пришлось залечивать травму. В 13 лет полностью излечившийся подросток научился кататься на лыжах. Успехи в занятии горнолыжным спортом были велики, 17-летний Майкл был принят в британскую сборную команду.
К 20 годам Эдди Эдвардс уже стал неплохим лыжником и стремился попасть на Олимпийские игры 1984 года в Сараево. Но чтобы пройти квалификацию в британскую команду, ему не хватило очков.

### Олимпиада в Калгари
В 1986 году он переехал в Лейк-Плэсид (штат Нью-Йорк), чтобы иметь доступ к более сложным горнолыжным трассам. Именно там он начал усиленно готовиться к Олимпийским играм в Канадском Калгари. Туда его тоже не хотели брать в качестве лыжника. После нескольких часов тренировок на 15-метровом трамплине Эдди Эдвардс перебрался на 40-метровый. Первое приземление было неудачным. Тогда он обратился к местному тренеру-любителю Чаку Бергхорну. Уже через пять месяцев усердный Эдди освоил 70-метровый трамплин.
Эдди Эдвардс учился прыжкам с трамплина в Лейк-Плэсиде под руководством двух американцев — Джона Вискома и Чака Бергхорна. Бергхорн не был мировым специалистом по прыжкам и не завоёвывал олимпийских медалей. Зато много лет работал в тренировочном центре по прыжкам с трамплина — приводил в порядок спуск. Но всё же у Чака было почти 30 лет опыта в прыжках. У Эдвардса опыта было несколько часов, к тому же он был явно тяжеловат — на 9 килограммов тяжелее своего самого лёгкого соперника. Как минимум, это означало то, что он пролетит меньшее расстояние. У Эдди Эдвардса были сложности с деньгами. А тренировки занимали львиную долю времени. Экипировка была слишком дорога, и Чак Бернхорн давал свою экипировку Эдвардсу, так что ему приходилось носить по шесть пар носков, чтобы ноги соответствовали ботинкам.
Жизнь Эдвардса была вечной чередой подработок. Он нянчил чужих детей, работал посудомойкой и уборщиком, штукатуром, газонокосильщиком и др. И при всех заработанных деньгах он постоянно отказывал себе во всём в угоду своей олимпийской страсти. Упав после очередного прыжка, Эдди сломал челюсть. Но ни цента из своих сбережений он не потратил на врачей. Просто подвязал челюсть наволочкой и продолжил прыжки. Находясь на соревнованиях в Финляндии, Эдвардс вместо гостиницы снимал койку в муниципальной психиатрической больнице, так как это был самый дешёвый вариант. Именно в психушке его и застала новость, что его приняли в Олимпийскую Сборную Великобритании.
По прибытии в аэропорт Калгари на Олимпиаду 1988 года у выхода в город Эдди ждали поклонники, которые держали в руках плакат: «Добро пожаловать в Калгари, Эдди Орёл!». Эта гостеприимная фраза была заснята телевидением Канады, многим людям сразу запомнилось и полюбилось это прозвище. Так спортсмена по всему миру стали называть Эдди «Орёл» Эдвардс.
В 1988 году Эдди Эдвардс представлял Великобританию на зимних Олимпийских играх в Калгари в прыжках на лыжах с трамплина. Великобритания не выставляла прыгунов с трамплина на Олимпийских играх с 1926 года. Несмотря на свой небольшой опыт (к тому времени он тренировался в этом виде спорта только два года) и невысокие результаты (в Чемпионате мира по лыжным видам спорта 1987 года в Оберстдорфе он занял 58 место среди 58 участников), Эдвардс был включён в состав олимпийской сборной Великобритании, так как его личный рекорд дальности прыжка — 61,5 метр, показанный на Чемпионате мира 1987 года, являлся национальным британским рекордом.

### Правило Эдди Орла
Уже после прошли соревнования по прыжкам с 90-метрового трамплина. Первой же своей попыткой Эдди установил как персональный, так и национальный британский рекорд, прыгнув на 71 метр, хоть и занял последнее место. Он стал первым спортсменом, которого упомянули в речи на закрытии Олимпийских игр. Президент оргкомитета Фрэнк Кинг заявил: «На этих Играх кое-кто из вас завоевал золото, другие побили рекорды, а некоторые даже воспарили, как орлы».
После участия Эдди Эдвардса в зимних Олимпийских играх в Калгари Международным олимпийским комитетом было принято правило, которое стало известно как «Правило Эдди Орла» и гласило, что атлет, претендующий на участие в Олимпийских играх, должен предварительно зарекомендовать себя в других международных соревнованиях (Чемпионате Европы или мира) и войти либо в 50 лучших спортсменов на этих соревнованиях, либо в число 30 % лучших результатов на соревнованиях (в зависимости от количества участников).

### Дальнейшая деятельность
Игры в Калгари принесли Эдди доход в полмиллиона фунтов стерлингов. Богатство Эдди, как и его спортивная карьера, тоже было недолговечным. Попечители фонда, аккумулировавшие финансы британца, оказались профанами и растеряли почти все его деньги. Эдди подал на них в суд, получил всего 100 000 фунтов и вскоре был вынужден объявить себя банкротом.
В 1988 году Эдди выпустил свою автобиографическую книгу «На лыжне», которую мечтал экранизировать.
В 1989 году на соревнованиях в Инсбруке Эдвардс упал при прыжке и получил перелом ключицы.
Из-за изменений в регламенте Эдвардс не смог попасть на Олимпийские игры в Альбервиле (1992) и на игры в Лиллехаммере (1994). Последнюю попытку он совершил в 1998 году перед играми в японском Нагано, но ему снова не повезло. Он не прошёл квалификацию, уступив несколько мест своим соперникам.
После окончания спортивной карьеры Эдвардс ушёл в шоу-бизнес. Его сингл «Fly Eddie Fly» был в британском чарте Top 50, в Финляндии он исполнял на финском языке песни «Mun Nimeni on Eeetu» и «Eddien Siivella».
В 2000 году он окончил университет с дипломом юриста, но решил работать лыжным инструктором и приглашённым гостем на зимних спортивных мероприятиях.
В 2010 году Эдвардс всё же снова принял участие в Олимпийских играх, хотя и в ином качестве — его выбрали факелоносцем, и он пробежал несколько миль в январе 2010 года, неся огонь, который открывал игры в канадском Ванкувере.
В апреле 2016 года на экраны вышел биографический фильм-драма «Эдди «Орёл»» с Тэроном Эджертоном и Хью Джекманом (сыграл тренера Бронсона Пири) в главных ролях.
В 2021 году принял участие в танцевальном телешоу «Танцор в маске» в маске Резиновой курицы и выбыл в 4 выпуске.

### Личная жизнь
В 2003 году в Лас-Вегасе Эдди Эдвардс женился на Саманте Мортон. Познакомились они на работе, женщина была соведущей спортсмена на радиопередаче. У пары родились две дочери, первая появилась на свет в 2004 году, а вторая — в 2007 году. Однажды, вернувшись из Германии, где Эдди выступал в роли мотивационного спикера, он узнал, что жена подала документы на развод. Саманта также забрала у него дочерей. В 2014 году у супругов начался их бракоразводный процесс с делением материальных благ, он продолжался два года и был завершён лишь к 2016 году. Дочери остались жить с матерью, но спортсмен старается поддерживать с ними хорошие отношения. Конечно, экс-олимпийца огорчило и то, что супруга отсудила у него немало денег.
В 2007 году Эдди Эдвардс снова стал национальным героем, когда спас жизнь своей младшей сестре Элизабет (она работает учителем), пожертвовав костный мозг, который требовался для донорской трансплантации. У неё диагностировали неходжкинскую лимфому. Лечение младшей сестры прошло успешно, раковое заболевание отступило.